# Szajlai Julianna
Szajlai Julianna (Miskolc, 1980. július 2. –) válogatott labdarúgó, középpályás.

## Pályafutása

### Klubcsapatban
2004-ig a Miskolci VSC csapatában játszott. 2004 és 2007 között az MTK-ban szerepelt, ahol egy bajnoki  ezüstérmet szerzett a csapattal. 2007 őszén a Viktória FC csapatához igazolt, majd idény közben 2008 elején Dániába szerződött.

### A válogatottban
2005-ben két alkalommal szerepelt a válogatottban.

## Sikerei, díjai
- Magyar bajnokság
  - 2.: 2005–06, 2007–08

## Statisztika

### Mérkőzései a válogatottban
| Magyarország | Magyarország      | Magyarország | Magyarország | Magyarország | Magyarország  | Magyarország | Magyarország | Magyarország |
| #            | Dátum             | Helyszín     | Hazai        | Eredmény     | Vendég        | Kiírás       | Gólok        | Esemény      |
| ------------ | ----------------- | ------------ | ------------ | ------------ | ------------- | ------------ | ------------ | ------------ |
| 1.           | 2005. március 19. | Tapolca      | Magyarország | 0 – 4        | Lengyelország | barátságos   | -            |              |
| 2.           | 2005. április 12. | Kisudvarnok  | Szlovákia    | 2 – 1        | Magyarország  | barátságos   | -            | 82'          |
|              | Összesen          |              |              | 2            | mérkőzés      |              | 0            | gól          |